# NGC 6066
NGC 6066 ist eine 14,1 mag helle Spiralgalaxie vom Hubble-Typ S? im Sternbild Schlange am Himmelsäquator. Sie ist schätzungsweise 464 Millionen Lichtjahre von der Milchstraße entfernt und hat einen Durchmesser von etwa 95.000 Lichtjahren.
Im selben Himmelsareal befinden sich u. a. die Galaxien NGC 6065, NGC 6074, IC 1169.
Das Objekt wurde am 19. Juni 1887 von Lewis A. Swift entdeckt.